# Посылка (логика)
Посылка — это утверждение, предназначенное для обоснования или объяснения некоторого аргумента. В логике аргумент — это множество предложений (или «суждений»), одни из которых являются посылками, а другие утвердительные предложения (или суждения) — логическими выводами.
Аристотель утверждал, что любой логический аргумент может быть сведён к двум посылкам и выводу. Посылки иногда опускают, в этом случае они называются опущенными посылками, например:
Сократ смертен, так как все люди смертны.
Очевидно, что Сократ является человеком (эта посылка опущена). Развёрнутым суждением было бы:
Так как все люди смертны, а Сократ — человек, то следовательно Сократ смертен.
В этом примере два первых независимых высказывания — «все люди смертны» и «Сократ — человек» — это посылки, в то время как «Сократ смертен» является выводом.
Доказательство вывода зависит как от истинности обеих посылок, так и от обоснованности аргумента.